# Оджола
Оджола (груз. ოჯოლა) — село в Грузии, на территории Ткибульского муниципалитета края (мхаре) Имеретия.

## География
Село находится в западной части Грузии, в долине реки Гвагвана, на расстоянии 30 километров к северо-западу от города Ткибули, административного центра муниципалитета. Абсолютная высота — 574 метра над уровнем моря.

## Население
По результатам официальной переписи населения 2014 года, в Оджоле проживало 140 человек (75 мужчин и 65 женщин). В национальной структуре населения грузины составляли 100 %.
| Год  | Население, человек |
| ---- | ------------------ |
| 2002 | 285                |
| 2014 | ↘ 140              |